# Contea di Quanjiao
La contea di Quanjiao (全椒县S, Quánjiāo XiànP) è una contea della Cina, situata nella provincia dell'Anhui.